# Los Cedros, Jalisco
Los Cedros är en ort i Mexiko.   Den ligger i kommunen Ixtlahuacán de los Membrillos och delstaten Jalisco, i den centrala delen av landet, 400 km väster om huvudstaden Mexico City. Los Cedros ligger 1 575 meter över havet och antalet invånare är 2 416.
Terrängen runt Los Cedros är kuperad åt sydväst, men åt nordost är den platt. Runt Los Cedros är det tätbefolkat, med 636 invånare per kvadratkilometer. Närmaste större samhälle är Los Olivos, 5,5 km norr om Los Cedros. I omgivningarna runt Los Cedros växer huvudsakligen savannskog.